# Большой Лабыш
Большой Лабыш — посёлок в Таштагольском районе Кемеровской области. Входит в состав Кызыл-Шорского сельского поселения.

## География
Центральная часть населённого пункта расположена на высоте 505 метров над уровнем моря.

## Население
По данным Всероссийской переписи населения 2010 года, в посёлке Большой Лабыш проживает 2 человека (1 мужчина, 1 женщина).